# Quella sporca dozzina II
Quella sporca dozzina II (The Dirty Dozen: Next Mission) è un film per la televisione statunitense del 1985 diretto da Andrew V. McLaglen.
È un film di guerra con protagonisti Lee Marvin, Ernest Borgnine e Ken Wahl. È il seguito di Quella sporca dozzina.

## Trama
Settembre 1944. Nella Francia occupata, il generale Josef Dietrich (Wolf Kahler) delle Waffen-SS cospira con altri alti ufficiali nazisti per assassinare Hitler.
In Inghilterra, il generale Worden (Ernest Borgnine) viene a saperlo tramite la Resistenza Francese; la cosa preoccupa tanto il generale quanto i suoi colleghi, tutti convinti che Hitler sia il loro migliore alleato per la sua incompetenza nel comando; se venisse ucciso, arriverebbe un comandante  più capace e la guerra continuerebbe per anni.
Per evitarlo Worden concepisce l'idea di uccidere Dietrich prima che lui uccida Hitler; a questo scopo fa chiamare il maggiore John Reisman (Lee Marvin), al momento sotto processo per aver “intercettato” una spedizione di bistecche per alti ufficiali. Reisman riceve l'ordine di reclutare di nuovo prigionieri per questa missione suicida; il maggiore considera l'idea assurda, ma il generale gli lascia poca scelta; farlo o tornare alla corte marziale.
Reisman ritorna alla prigione militare di Marston Tyne per scegliere una nuova “sporca dozzina”, sempre con l'aiuto del sergente Clyde Bowren (Richard Jaeckel) della Polizia Militare. La seclta cade su 13 individui.
- Sam Sixkiller (Sonny Landham) è un Nativo Americano. Ha vinto quasi tutte le medaglie possibili, ma ha spesso disertato e e si è ubriacato in servizio.
- Arlen Dregors (Ricco Ross) è afroamericano, nonché ex detective della polizia di Philadelphia; ha ucciso un tenente bianco che aveva violentato una donna francese. È anche un ottimo tiratore, e Reisman lo sceglie come cecchino della squadra.
- Otto Deutsch (Stephen Hattersley) è Americano ma nato in Germania; ha ucciso un sergente durante una rissa in un bar, quando questi lo ha chiamato “grasso crucco”. Si stava ubriacando dopo aver saputo che dimostranti antitedeschi hanno lanciato una bomba contro il forno dei suoi genitori, e la sorella è rimasta uccisa. Otto chiede il diritto di "morire da soldato americano", e Reisman glielo promette.
- Louis Valentine (Ken Wahl) è un musicista jazz incattivito e crede che tutto il mondo sia contro di lui; è anche un razzista bigotto e si scontrerà con Dregors finché non scenderanno sul campo.
- Robert Wright (Rolf Saxon) è uno stupratore e ha ucciso una donna, sostenendo in seguito che ci stava. Reisman trattiene a malapena il disprezzo nei suoi confronti, e Wright assalirà poi Reisman. Reisman lo rimetterà al suo posto, ma Wright si ripromette di uccidere Reisman alla prima occasione.
- Tommy Wells (Larry Wilcox) è ex pilota di aerei agricoli nel Sud degli Stati Uniti; è dentro per aver preso “souvenirs” dai cadaveri dei soldati tedeschi. È furioso per essere “ingabbiato”, nelle sue parole, e come Otto vuole provare il suo valore in battaglia; per quanto impressionato dal suo zelo, Reisman capisce presto che Wells non è il più sveglio della squadra.
- Conrad E. Perkins (Gavan O'Herlihy) è stato imprigionato per aver derubato i corpi di soldati deceduti. Reisman lo prende in squadra ma si ripromette di farlo fuori di persona alla prima occasione. Con Wright e Valentine, Perkins sarà uno dei principali creatori di problemi della Dozzina.
- Didier Le Clair (Jay Benedict) è un disertore dell'esercito francese.
- Gary Rosen (Russell Sommers) è un disertore dell'esercito americano; verrà rispedito presto in galera dopo aver protestato contro l'addestramento.
- Anderson
- Baxley
- Reynolds
- Sanders.

Reisman e Bowren portano i 13 ad una stazione ferroviaria chiusa. Qui li addestrano per assalire il treno e uccidere Dietrich; Rosen viene rimandato indietro portando il numero a 12; inizialmente Reisman fa usare armi finte, ma darà loro armi vere quando il generale Worden lo informa che il programma è andato alla malora e bisogna accelerare i tempi. Durante un'incursione aerea tedesca, Valentine tenta di scappare ma Sixkiller e Wells lo pescano e lo pestano, riportandolo indietro e dicendo a Reisman che era sonnambulo.
Vestiti da soldati nazisti, Reisman e la Dozzina (stavolta senza il sergente Bowren rimasto indietro) volano in Francia e atterrano in un aeroporto occupato dai Tedeschi, e qui fanno per prendere un autobus. Per nascondere il nero Dregors, Reisman l'ha fatto bendare come fosse ferito, ma le mani sono scoperte e un uomo della Gestapo lo nota dando l'allarme. Il gruppo scappa nell'autobus, con i soldati della Wehrmacht alle calcagna; nell'inseguimento, Wright tenta di uccidere Reisman ma Sixkiller lo anticipa e lo fa fuori; quando il bus si schianta Anderson muore nell'impatto; la dozzina si libera dei soldati e si defila nella campagna.
Avendo perduto molto tempo, il treno con Dietrich è già partito e molti della dozzina vorrebbero tornare indietro, ma Reisman dice loro che il treno porta un carico prezioso, e questo riporta tutti a bordo.
Intanto, sul treno, il generale Dietrich si accorge che il colonnello Schmidt, suo aiutante di campo da molto tempo, sospetta di lui; perciò se ne sbarazza uccidendolo; il treno arriva in un deposito dove è accolto da truppe della Wehrmacht a centinaia; anche la Dozzina arriva e osserva nascosta. Reisman rivela che ha mentito sul carico, cosa che fa infuriare i galeotti, ma si chiedono perché tanti soldati vanno da un semplice generale; quando un aereo atterra, ne esce nientemeno che Adolf Hitler in persona.
Dregors vorrebbe sparare ad Hitler piuttosto che Dietrich, ma Reisman gli spiega ciò che  il generale Worden ha detto a lui, così alla fine Dregors ubbidisce e assassina Dietrich; nel caos che ne segue, Hitler viene portato via dal suo entourage, mentre i soldati sparano sulla Dozzina; costoro invece di fuggire assaltano il treno, e scoprono con delusione che il carico è davvero prezioso, ma è composto da opere d'arte e pezzi unici (come il pianoforte di Beethoven), nulla di cui possono portar via nella sparatoria.
A questo punto tentano di arrivare all'aereo che ha portato Hitler; nella battaglia, molti dei sopravvissuti muoiono; all'apparecchio arrivano solo Reisman, Dregors, Perkins, Valentine e Wells; Dregors morirà durante il volo per una ferita allo stomaco. Perquisendo l'aereo, Reisman trova una valigetta, che contiene documenti top secret e una borsa di gioielli che divide con i 3 rimasti.
L'aereo fa i capricci proprio quando l'Inghilterra è in vista, ma Wells riesce ad atterrare senza troppi problemi; essendo vestiti con uniformi tedesche, un contadino gli punta addosso il fucile finché Reisman gli parla in inglese. Saputo dall'uomo che c'è un pub in un villaggio vicino, Reisman offre a Perkins, Valentine e Wells un giro a sue spese.

## Produzione
Il film, diretto da Andrew V. McLaglen su una sceneggiatura di Michael Kane, Lukas Heller e Nunnally Johnson con il soggetto di E.M. Nathanson, fu prodotto da Harry R. Sherman per la Jadran Film, la Metro-Goldwyn-Mayer e la United Artists TV e girato, tra le altre location, nella Nene Valley Railway a Peterborough, in Inghilterra.

## Distribuzione
Il film fu trasmesso negli Stati Uniti il 4 febbraio 1985 sulla rete televisiva NBC. È stato poi distribuito negli Stati Uniti in DVD nel 2006 dalla Warner Home Video.
Alcune delle uscite internazionali sono state:
- in Germania Ovest (Das dreckige Dutzend Teil 2)
- in Spagna (Doce del patíbulo: la siguiente misión)
- in Francia (Les douze salopards 2)
- in Finlandia (Likainen tusina 2 - viimeinen tehtävä)
- in Venezuela (Los doce del patíbulo: La siguiente misión)
- in Ungheria (Piszkos tizenkettő - A következő küldetés)
- in Italia (Quella sporca dozzina II)

In Italia è disponibile come contenuto extra, in lingua originale, nell'edizione DVD doppio disco e Blu ray del primo film.

## Promozione
La tagline è: "They're back... and deadlier than ever!".

## Critica
Secondo il Morandini il film è una "fiacca e pallida continuazione del famoso film di Aldrich".

## Prequel e sequel
Quella sporca dozzina II è il sequel di Quella sporca dozzina (The Dirty Dozen) del 1967 e fu seguito da Quella sporca dozzina - Missione mortale (The Dirty Dozen: The Deadly Mission) del 1987 e da Quella sporca dozzina - Missione nei Balcani (The Dirty Dozen: The Fatal Mission) del 1988.